# Touch (テレビ番組)
『Touch』（タッチ）は九州朝日放送（KBCテレビ）で2020年10月5日から2022年4月1日まで放送されたテレビの情報バラエティ番組。

## 概要
KBCテレビでは、これまで平日午後の時間帯はドラマや自社制作のバラエティ番組の再放送枠に充てていたが、2020年10月5日をもって、平日午後の一部の時間帯を自社制作の報道情報番組のセレクション、及び情報バラエティ番組を編成することになったもの。
KBCテレビが平日の13～14時台に自社制作を放送するのは『モノ見遊さん～ここは絶対ハズせない!』以来6年ぶりだった。
この番組では、平日の朝に放送されている『アサデス。（KBC、九州・山口→アサデス。7）』と平日の夕方に放送されている『シリタカ!』、随時放送の『ふるさとWish』、日曜深夜の『PAO〜N TV』といったKBCテレビ制作の報道・情報・バラエティ番組の中から、人気を集めた番組内のコーナーに加え、これまでに入ってきた最新の全国ニュースも伝える平日午後の情報バラエティ番組となっている。
2021年3月26日までは番組終盤が生放送パートであり天気とニュースを一項目そして『シリタカ!』の予告を紹介した為実質上の『シリタカ!』第一部となっていた。（ニューステロップも『シリタカ!』の物を使用。）
2021年3月30日からリニューアルし生放送中心の1時間番組となった。（本来なら月曜日からの放送だが3月29日は自社制作の特別番組を放送した関係上休止した為。）
2021年7月5日〜9日までは編成上の都合により放送時間が3時45分〜4時40分まで（金曜のみ3時48分開始）の放送となった。(但し前述と一部異なり『シリタカ!』の予告は紹介されず通常通りの番組進行であった他、気象予報士の出演日が入れ替わっていた）
KBCが平日に自社製作の特別番組を放送する場合（主に高校野球中継やKBCオーガスタゴルフ中継が該当）は番組は休止となる。
放送エリア内で自然災害(主に豪雨、台風接近時)や重大事故、事件が起きている際は報道特番扱いにてOAされる場合がある。（その際は『シリタカ!』の出演者が出演。場合によってはシリタカ!臨時拡大版となる他台風接近時はANN九州、山口エリアへの同時ネットになる可能性がある）
2022年4月1日の放送を以って番組は終了となった。4月4日から『地元応援live Wish+』へと模様替えした。

## 放送時間
- 2020年10月から2021年3月まで - 平日 14:45 - 16:40
- 2021年4月から 2022年4月まで- 月曜 - 木曜 13:45 - 14:40、金曜 - 13:48 - 14:40
- 尚祝日は放送そのものが休止となる。（稀にプロ野球中継を放送の場合もあり）

## 出演者
◯は九州朝日放送アナウンサー。
- 平川尚子◯（メインMC）[2]
- 尾澤功、岡雄介（気象予報士）
- シャベリーマン（悪の秘密結社広砲部長。生放送は月曜日のみ出演）
- アイタガール（日替わり）